# Sorpresa de Meaux
La sorpresa de Meaux (La surprise de Meaux en francés) fue un intento fallido de golpe de Estado organizado por parte de los principales aristócratas hugonotes, que precipitó la segunda guerra de religión en Francia. Insatisfechos con su suerte, y con el pretexto del miedo al exterminio, Luis, príncipe de Condé, y Gaspar de Coligny, conspiraron para apresar al rey Carlos IX cuando este se encontraba cerca de Meaux. Alertada por la concentración de los hugonotes, la corte real se apresuró hacia París, repeliendo los intentos de abrirse paso hacia ellos en el camino. Frustrado su plan, los hugonotes sitiaron la ciudad, dando inicio a la segunda guerra. El evento tendría una importancia perdurable debido a la reputación que dio a sus artífices como permanentes sospechosos de sedición.

## Período de entreguerras

### Reunión de Bayona y el duque de Alba
La primera guerra de religión de Francia concluyó con el Edicto de Amboise en 1563, que posteriormente se consolidó en un edicto de pacificación. A pesar de las concesiones que ofrecía la paz a los hugonotes, los principales nobles de su facción seguían desconfiando de las intenciones finales de la corona. En 1565, la reina madre, Catalina de Médici, se reunió con Fernando Álvarez de Toledo, tercer duque de Alba en Bayona, donde se discutió una posible alianza matrimonial. Entre los principales hugonotes, esta reunión tuvo interpretaciones muy diversas, y algunos sugirieron que en esta conferencia se había organizado en secreto un plan para liquidar a todos los hugonotes en Francia. Esto volvió a cobrar importancia en 1567, cuando el duque de Alba marchó hacia el norte, siguiendo el Camino Español hasta los Países Bajos, para aplastar un levantamiento dentro de la guerra de los Ochenta Años que había estallado en la región.
Esta marcha en la frontera francesa inquietó tanto a hugonotes como a católicos en la corte francesa, y se acordó contratar a 6.000 mercenarios suizos para proteger las fronteras si el duque de Alba decidía marchar hacia el sur. Luis, príncipe de Condé, Gaspar de Coligny y los demás nobles hugonotes interpretaron esta maniobra como amenazadora, con los mercenarios (potenciales aliados del duque de Alba para liquidar a los protestantes franceses), distribuyéndose por toda Francia.

### Modificación del Edicto
Casi al mismo tiempo que el duque de Alba marchaba hacia el norte para sofocar la rebelión de los Países Bajos, en julio se modificó el Edicto de Pacificación, ampliando la prohibición del culto protestante desde París a toda la región de la Isla de Francia, y prohibiendo además a los protestantes ejercer cargos públicos en la región. Si bien esta medida, diseñada principalmente para reprimir la rebelión en la capital contaba con el apoyo del moderado Michel de L'Hospital, también se interpretó como un preludio al exterminio. Condé se enfrentó a gritos con el rey Carlos IX y, poco después, decidió retirarse de la corte. No mucho después, se suponía que porque había descubierto planes en su contra, pero en realidad, en gran parte porque había sido descartado en favor de Felipe de Pedro Strozzi para el mando de las tropas suizas, Coligny siguió a Condé en su retirada de la corte.
Escribiendo desde sus dominios, Condé protestó en una carta a la reina madre Catalina de Médici por la revocación del Edicto y otras conspiraciones en su contra. Catalina respondió el 29 de agosto que el verdadero propósito de las tropas era defenderse de los españoles, e intentó invitarlo a regresar a la corte.

## Organización de la conspiración

### Sínodos protestantes
Si bien los nobles insatisfechos habían albergado deseos de algún tipo de retribución desde su retirada de la corte, la situación alcanzó un punto crítico cuando llegó la noticia del arresto de dos nobles, el conde de Egmont y Felipe de Montmorency, por parte del duque de Alba el 9 de septiembre. Al mismo tiempo, llegó la noticia de que los mercenarios suizos habían cruzado la frontera hacia Francia. Dos sínodos protestantes se encontraban reunidos durante la recepción de esta información, uno en Châtillon-Coligny y el otro en Valery. El ambiente en estos sínodos se crispó al recibir estas noticias, y los asistentes pensaron en que estos hechos eran pruebas de una conspiración internacional contra su religión. Los sínodos decidieron dar un golpe de Estado como medida de acción.

### Reunión de nobles
Se celebró así una reunión conspirativa más directa en el castillo de Coligny. Asistieron los tres hermanos Coligny, Condé, François III de La Rochefoucauld, Charles de Téligny y Gabriel I de Montgomery, entre otros. Esta conferencia duró una semana, durante la que los nobles debatieron cómo proceder, con el almirante Gaspar de Coligny defendiendo la cautela, mientras que su hermano François de Coligny encabezó el bando partidario de la guerra, que reunió a la mayoría de los demás asistentes. Finalmente, se acordó que los diáconos pedirían a los hugonotes de cada bailía que recaudaran fondos para pagar a los reiter (caballería pesada) alemanes, que serían contratados por sus aliados en Alemania. Además, se reuniría una fuerza de 1.500 jinetes para secuestrar al rey y a la reina madre en Meaux y arrestar o matar a los miembros de la corte que más se oponían a los hugonotes, especialmente a Carlos de Lorena-Guisa.

## La sorpresa

### Conspiración revelada
Aunque la conspiración fue ocultada con mayor éxito por sus miembros que el anterior complot hugonote de la conjura de Amboise, no pudo estallar antes de ser descubierta. A medida que los hugonotes comenzaban a reunirse, la noticia de que todas sus tropas invadían los caminos a Chatillon y a Rozay-en-Brie llegó a la corte real, que estaba alojada en el palacio de Montceaux. Se celebró una conferencia a medianoche para determinar el curso de la acción, ya que la corte fue sorprendida por lo cerca que estaba de concretarse el complot. Los mercenarios suizos fueron convocados apresuradamente desde su lugar de estacionamiento en Château-Thierry, a 36 km de distancia. Mientras tanto, la opinión de la corte estaba dividida. El partido de Hôpital y Montmorency quería permanecer en Meaux y aprovechar las fortificaciones de la ciudad para contener a los hugonotes hasta que pudieran ser aplastados o se llegara a un acuerdo. El partido de Lorena y Luis Gonzaga-Nevers aconsejaron dirigirse inmediatamente a París.

### Huida
La corte finalmente se decidió por la opción de París, partiendo a las 3 de la madrugada y dirigiéndose rápidamente hacia la capital fortificada. Condé, sorprendido por esta repentina retirada, pudo perseguirlos con solo un tercio de las tropas que pretendía reunir, pero, a pesar de cargar tres veces, las falanges de mercenarios suizos lograron repelerlos fácilmente y el propio Condé y Coligny se vieron obligados a retirarse. La comitiva real llegó a la capital a última hora de la tarde, con el rey exhausto y humillado tras la huida de aquel día.

### Lorena y el parlamento
Mientras tanto, Lorena finalmente optó por un plan de acción distinto al de la corte y huyó a caballo hacia Reims. Los hugonotes, pisándole los talones, lograron matar a uno de sus sirvientes y apoderarse de su equipaje, pero finalmente llegó sano y salvo a la ciudad. Con los hugonotes aún persiguiendo al grueso de las fuerzas suizas, Catalina envió a Francisco de Montmorency para intentar que los hugonotes suspendieran el golpe de Estado, pero esta propuesta fue rápidamente rechazada por los líderes de la rebelión.

## Consecuencias

### Segunda guerra de religión
Tras el fracaso del golpe de Estado, los líderes no estaban dispuestos a asumir sus pérdidas, y decidieron en cambio sitiar al rey en París, con la esperanza de matarlo de hambre antes de que pudiera desplegar todo el peso del ejército de la corona contra ellos. La causa protestante se vio favorecida por los elementos secundarios de su golpe, como los levantamientos simultáneos en muchas ciudades, que tomaron el control de Nimes, Montpellier, Orleans, Valence, Auxerre y Mâcon. Inicialmente, el asedio fue favorable para los sitiadores, y Soissons y Dreux cayeron ante sus fuerzas. Sin embargo, durante este período, Montmorency complementó sus fuerzas en París con refuerzos, y en noviembre de 1567 se libró el enfrentamiento definitivo, que se saldó con una victoria pírrica de las tropas monárquicas contra los protestantes en la batalla de Saint-Denis. Gravemente heridos, pero no derrotados, los hugonotes se retiraron al otro lado de la frontera para recoger refuerzos, regresando al país con renovadas fuerzas a principios del año siguiente, y sitiando Chartres. La paz se logró finalmente antes de que el asedio pudiera concluir con la reafirmación del Edicto de Amboise.

### Enemistades duraderas
El fallido golpe hugonote, el segundo intento de golpe de Estado de este tipo en siete años, no sería olvidado ni por el rey ni por sus partidarios católicos de París. La reputación de los hugonotes estaba ahora firmemente ligada a la rebelión y a la sedición, y por ello, cuando circularon maliciosamente informes falsos sobre un complot hugonote para secuestrar de nuevo a Carlos IX en 1572, los partidarios católicos no tendrían dificultad en movilizar bandas de asesinos para cometer la matanza de San Bartolomé. El recuerdo del fallido golpe probablemente motivó al rey a ordenar el asesinato de Gaspar de Coligny y de otros líderes aristocráticos hugonotes, poco antes de que comenzara la masacre.